# Rot-Weiß Lüdenscheid 1977-1978
Questa voce raccoglie le informazioni riguardanti il Rot Weiss Ludenscheid nelle competizioni ufficiali della stagione 1977-1978.

## Stagione
Nella stagione 1977-1978 il Rot Weiss Ludenscheid, allenato da Klaus Hilpert, Paul Scheermann e Toni Burghardt, concluse il campionato di 2. Bundesliga al 13º posto.

## Rosa
| N. |                     | Ruolo | Calciatore             |
| -- | ------------------- | ----- | ---------------------- |
|    | Germania (bandiera) | P     | Bernd Giese            |
|    | Germania (bandiera) | P     | Ulrich Greifenberg     |
|    | Germania (bandiera) | P     | Manfred Polfuß         |
|    | Germania (bandiera) | D     | Adalbert Grzelak       |
|    | Germania (bandiera) | D     | Hans-Jürgen Offermanns |
|    | Germania (bandiera) | D     | Volker Rieske          |
|    | Germania (bandiera) | D     | Bernd Schäfer          |
|    | Germania (bandiera) | D     | Klaus Seiler           |
|    | Germania (bandiera) | D     | Hans Vogelsang         |
|    | Germania (bandiera) | D     | Karl-Heinz Zerbrock    |
|    | Germania (bandiera) | C     | Klaus Bergter          |
|    | Germania (bandiera) | C     | Hubert Clute-Simon     |
|    | Germania (bandiera) | C     | Wilfried Holtkamp      |

| N. |                     | Ruolo | Calciatore           |
| -- | ------------------- | ----- | -------------------- |
|    | Germania (bandiera) | C     | Rainer Joachimsmeier |
|    | Germania (bandiera) | C     | Helmut Reiners       |
|    | Germania (bandiera) | C     | Ferdinand Rohde      |
|    | Germania (bandiera) | C     | Klaus-Dieter Schmidt |
|    | Germania (bandiera) | C     | Josef Votava         |
|    | Germania (bandiera) | C     | Hans-Joachim Wrede   |
|    | Germania (bandiera) | A     | Bernhard Heldt       |
|    | Germania (bandiera) | A     | Elmar Jürgens        |
|    | Germania (bandiera) | A     | Manfred Lopatenko    |
|    | Germania (bandiera) | A     | Detlev Rohn          |
|    | Germania (bandiera) | A     | Paul Scheermann      |
|    | Germania (bandiera) | A     | Lothar Zerbe         |

## Organigramma societario
Area tecnica
- Allenatore: Toni Burghardt
- Allenatore in seconda:
- Preparatore dei portieri:
- Preparatori atletici:

## Calciomercato

### Sessione estiva
| Acquisti | Acquisti               | Acquisti            | Acquisti |
| R.       | Nome                   | da                  | Modalità |
| -------- | ---------------------- | ------------------- | -------- |
| C        | Hubert Clute-Simon     | SV Hüsten 09        |          |
| A        | Bernhard Heldt         | Waldhof Mannheim    |          |
| D        | Hans-Jürgen Offermanns | Borussia M'gladbach |          |
| C        | Ferdinand Rohde        | Colonia             |          |
| A        | Detlev Rohn            | Schalke 04          |          |
| A        | Paul Scheermann        | Röchling Völklingen |          |

| Cessioni | Cessioni         | Cessioni        | Cessioni |
| R.       | Nome             | a               | Modalità |
| -------- | ---------------- | --------------- | -------- |
| A        | Wolfgang Schmitt | Wattenscheid 09 |          |

### Sessione invernale
| Acquisti | Acquisti | Acquisti | Acquisti |
| R.       | Nome     | da       | Modalità |
| -------- | -------- | -------- | -------- |

| Cessioni | Cessioni | Cessioni | Cessioni |
| R.       | Nome     | a        | Modalità |
| -------- | -------- | -------- | -------- |

## Risultati

### 2. Bundesliga

#### Girone di andata
| Arbitro: | Glasneck |

|                 |           |            |
| Clute-Simon 73’ | Marcatori | 89’ Sieger |

| Arbitro: | Ebner |

|                      |           |  |
| Abel 5’ Bals 7’, 65’ | Marcatori |  |

| Arbitro: | Kindervater |

|                |           |                                                         |
| Scheermann 75’ | Marcatori | 26’ (rig.) Peitsch 37’ Eilenfeldt 62’ Rnic 88’ Schröder |

| Arbitro: | Pauly |

|                                    |           |                |
| Bachorz 33’ Horsch 47’ Schmitt 65’ | Marcatori | 36’ Scheermann |

| Arbitro: | Wippker |

|                                         |           |                                    |
| Clute-Simon 42’ Jürgens 52’ Reiners 57’ | Marcatori | 35’ Budde 49’ Galbierz 82’ Pröpper |

| Arbitro: | Ahlenfelder |

|                        |           |  |
| Fritsche 25’ Graul 38’ | Marcatori |  |

| Arbitro: | Schmidt |

|                                             |           |            |
| Clute-Simon 12’, 19’ Reiners 42’ Rieske 74’ | Marcatori | 49’ Freund |

| Arbitro: | Gathmann |

|  |           |                                                         |
|  | Marcatori | 37’ (rig.) Reiners 73’ Wrede 76’ Offermanns 90’ Bergter |

| Arbitro: | Jensen |

|                                           |           |  |
| Pallaks 23’, 28’, 80’ (rig.) Wehmeier 37’ | Marcatori |  |

| Arbitro: | Richter |

|                    |           |                  |
| Reiners 69’ (rig.) | Marcatori | 7’ (rig.) Mrosko |

| Arbitro: | Rieb |

|                                                   |           |             |
| Fürhoff 29’ Wieczorkowski 60’ Hrubesch 69’ (rig.) | Marcatori | 73’ Reiners |

| Arbitro: | Gabor |

|                                       |           |                 |
| Reiners 28’, 60’, 70’ Clute-Simon 53’ | Marcatori | 75’, 76’ Tänzer |

| Arbitro: | Assenmacher |

|                                     |           |                              |
| Funkel 17’, 43’ Holtkamp 29’ (aut.) | Marcatori | 40’ Rohde 46’ (rig.) Reiners |

| Arbitro: | Gathmann |

|                             |           |                         |
| Reiners 16’ Clute-Simon 50’ | Marcatori | 5’ Mertes 60’ Kucharski |

| Arbitro: | Kaiser |

|                        |           |  |
| Schock 81’ Schäfer 89’ | Marcatori |  |

| Arbitro: | Wuttke |

|                           |           |                |
| Jürgens 5’ Offermanns 47’ | Marcatori | 86’ Hochheimer |

| Arbitro: | Heitmann |

|                            |           |             |
| Hartl 50’, 55’ Plücken 68’ | Marcatori | 20’ Reiners |

| Arbitro: | Hennig |

|            |           |           |
| Votava 84’ | Marcatori | 62’ Angel |

| Arbitro: | Teichert |

|                            |           |                |
| Lüttges 59’ Blumenthal 78’ | Marcatori | 67’ Offermanns |

#### Girone di ritorno
| Arbitro: | Kohnen |

|  |           |            |
|  | Marcatori | 84’ Seiler |

| Lüdenscheid 14 gennaio 1978 21ª giornata | Rot-Weiß Lüdenscheid | 0 – 0 referto | Westfalia Herne | Stadion Nattenberg (6 000 spett.)\| Arbitro: \| Marchefka \| |
| Arbitro:                                 | Marchefka            |               |                 |                                                              |

| Arbitro: | Barnick |

|                                                   |           |  |
| Rnic 30’ Eilenfeldt 68’ Köstner 70’ Schilling 86’ | Marcatori |  |

| Arbitro: | Jensen |

|                                  |           |                            |
| Jürgens 68’, 76’ Clute-Simon 80’ | Marcatori | 18’ Drews 87’ (rig.) Bruns |

| Arbitro: | Filipiak |

|                      |           |                           |
| Hayduk 30’ Fagot 89’ | Marcatori | 8’ Schäfer 52’ Offermanns |

| Arbitro: | Boe |

|             |           |            |
| Jürgens 42’ | Marcatori | 75’ Albert |

| Arbitro: | Herrmann |

|                    |           |                  |
| Rogoznica 42’, 73’ | Marcatori | 38’, 82’ Jürgens |

| Arbitro: | Kornrumpf |

|                                        |           |             |
| Makel 16’ (aut.) Jürgens 44’ Rohde 78’ | Marcatori | 53’ Brücken |

| Arbitro: | Osmers |

|                                             |           |  |
| Offermanns 52’ Rohde 83’ Reiners 87’ (rig.) | Marcatori |  |

| Hannover 11 marzo 1978 29ª giornata | Arminia Hannover | 0 – 0 referto | Rot-Weiß Lüdenscheid | Stadion am Bischofsholer Damm (2 500 spett.)\| Arbitro: \| Retzmann \| |
| Arbitro:                            | Retzmann         |               |                      |                                                                        |

| Arbitro: | Herrmann |

|                                 |           |                                  |
| Jürgens 23’, 45’ Offermanns 80’ | Marcatori | 12’ (rig.) Hrubesch 77’ Sperlich |

| Arbitro: | Winkler |

|                                 |           |  |
| Keuken 83’ Franke 86’ Runge 89’ | Marcatori |  |

| Arbitro: | Meijerink |

|             |           |  |
| Jürgens 22’ | Marcatori |  |

| Arbitro: | Hennig |

|                                  |           |                                             |
| Mertes 56’ Schütt 64’ Breuer 66’ | Marcatori | 11’, 85’ Reiners 45’ Clute-Simon 53’ Rieske |

| Arbitro: | Heymann |

|                                |           |                                |
| Clute-Simon 61’ Offermanns 73’ | Marcatori | 50’, 52’, 84’ Schock 86’ Greif |

| Arbitro: | Leyding |

|                |           |                 |
| Hochheimer 20’ | Marcatori | 42’ Clute-Simon |

| Arbitro: | Rieb |

|             |           |  |
| Jürgens 46’ | Marcatori |  |

| Arbitro: | Risse |

|                                       |           |             |
| Möhlmann 14’, 22’ Hansen 24’ Wolf 66’ | Marcatori | 33’ Jürgens |

| Arbitro: | Richter |

|                  |           |                                            |
| Jürgens 24’, 61’ | Marcatori | 11’, 62’, 82’ Milewski 16’, 55’ Pagelsdorf |

## Statistiche

### Statistiche di squadra
| Competizione  | Punti | In casa | In casa | In casa | In casa | In casa | In casa | In trasferta | In trasferta | In trasferta | In trasferta | In trasferta | In trasferta | Totale | Totale | Totale | Totale | Totale | Totale | DR  |
| Competizione  | Punti | G       | V       | N       | P       | Gf      | Gs      | G            | V            | N            | P            | Gf           | Gs           | G      | V      | N      | P      | Gf     | Gs     | DR  |
| ------------- | ----- | ------- | ------- | ------- | ------- | ------- | ------- | ------------ | ------------ | ------------ | ------------ | ------------ | ------------ | ------ | ------ | ------ | ------ | ------ | ------ | --- |
| 2. Bundesliga | 35    | 19      | 9       | 7       | 3       | 38      | 31      | 19           | 3            | 4            | 12           | 21           | 44           | 38     | 12     | 11     | 15     | 59     | 75     | -16 |
| Totale        | 35    | 19      | 9       | 7       | 3       | 38      | 31      | 19           | 3            | 4            | 12           | 21           | 44           | 38     | 12     | 11     | 15     | 59     | 75     | -16 |

### Andamento in campionato
| Giornata  | 1  | 2  | 3  | 4  | 5  | 6  | 7  | 8  | 9  | 10 | 11 | 12 | 13 | 14 | 15 | 16 | 17 | 18 | 19 | 20 | 21 | 22 | 23 | 24 | 25 | 26 | 27 | 28 | 29 | 30 | 31 | 32 | 33 | 34 | 35 | 36 | 37 | 38 |
| --------- | -- | -- | -- | -- | -- | -- | -- | -- | -- | -- | -- | -- | -- | -- | -- | -- | -- | -- | -- | -- | -- | -- | -- | -- | -- | -- | -- | -- | -- | -- | -- | -- | -- | -- | -- | -- | -- | -- |
| Luogo     | C  | T  | C  | T  | C  | T  | C  | T  | T  | C  | T  | C  | T  | C  | T  | C  | T  | C  | T  | T  | C  | T  | C  | T  | C  | T  | C  | C  | T  | C  | T  | C  | T  | C  | T  | C  | T  | C  |
| Risultato | N  | P  | P  | P  | N  | P  | V  | V  | P  | N  | P  | V  | P  | N  | P  | V  | P  | N  | P  | V  | N  | P  | V  | N  | N  | N  | V  | V  | N  | V  | P  | V  | V  | P  | N  | V  | P  | P  |
| Posizione | 11 | 18 | 20 | 20 | 19 | 20 | 18 | 15 | 17 | 17 | 18 | 17 | 19 | 19 | 19 | 18 | 19 | 19 | 19 | 17 | 17 | 18 | 17 | 16 | 15 | 15 | 15 | 15 | 15 | 14 | 14 | 13 | 11 | 13 | 12 | 11 | 11 | 13 |

Legenda:

Luogo: C = Casa; T = Trasferta. Risultato: V = Vittoria; N = Pareggio; P = Sconfitta.

### Statistiche dei giocatori
| K. Bergter       | 20 | 1  | 4 | 0 |
| H. Clute-Simon   | 34 | 10 | 1 | 0 |
| B. Giese         | 0  | 0  | 0 | 0 |
| U. Greifenberg   | 38 | 0  | 2 | 0 |
| A. Grzelak       | 36 | 0  | 3 | 0 |
| B. Heldt         | 5  | 0  | 0 | 0 |
| W. Holtkamp      | 16 | 0  | 3 | 0 |
| R. Joachimsmeier | 15 | 0  | 0 | 0 |
| E. Jürgens       | 26 | 15 | 0 | 0 |
| M. Lopatenko     | 1  | 0  | 0 | 0 |
| H. Offermanns    | 32 | 7  | 3 | 0 |
| M. Polfuß        | 0  | 0  | 0 | 0 |
| H. Reiners       | 38 | 14 | 4 | 0 |
| V. Rieske        | 34 | 2  | 0 | 0 |
| F. Rohde         | 24 | 3  | 1 | 0 |
| D. Rohn          | 3  | 0  | 0 | 0 |
| P. Scheermann    | 30 | 2  | 4 | 0 |
| K. Schmidt       | 21 | 0  | 0 | 1 |
| B. Schäfer       | 35 | 1  | 6 | 0 |
| K. Seiler        | 26 | 1  | 2 | 0 |
| H. Vogelsang     | 0  | 0  | 0 | 0 |
| J. Votava        | 21 | 1  | 2 | 0 |
| H. Wrede         | 29 | 1  | 0 | 0 |
| L. Zerbe         | 0  | 0  | 0 | 0 |
| K. Zerbrock      | 0  | 0  | 0 | 0 |